# Posoqueria latifolia
Posoqueria latifolia là một loài thực vật có hoa trong họ Thiến thảo. Loài này được (Rudge) Schult. miêu tả khoa học đầu tiên năm 1819.

## Hình ảnh

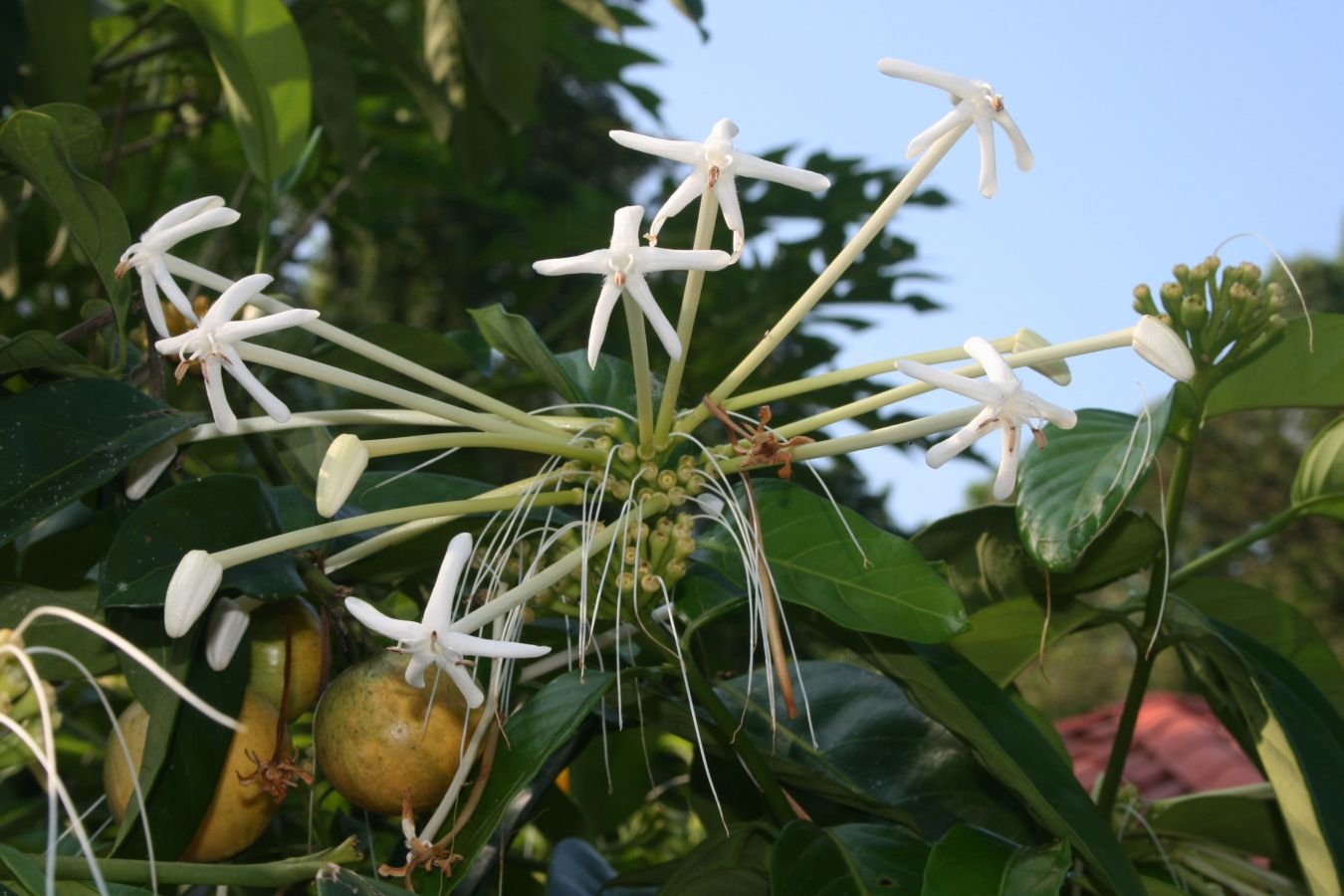
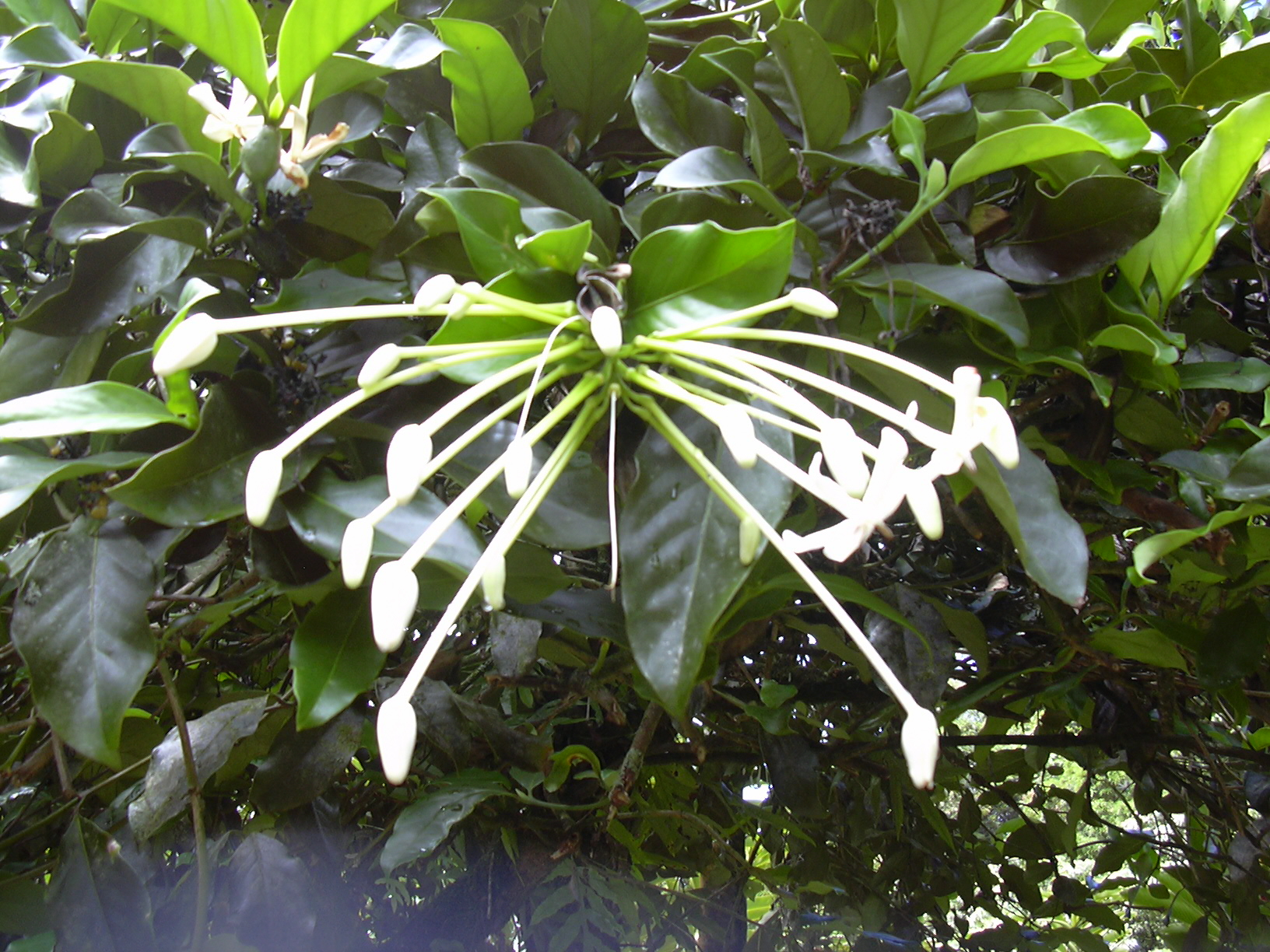
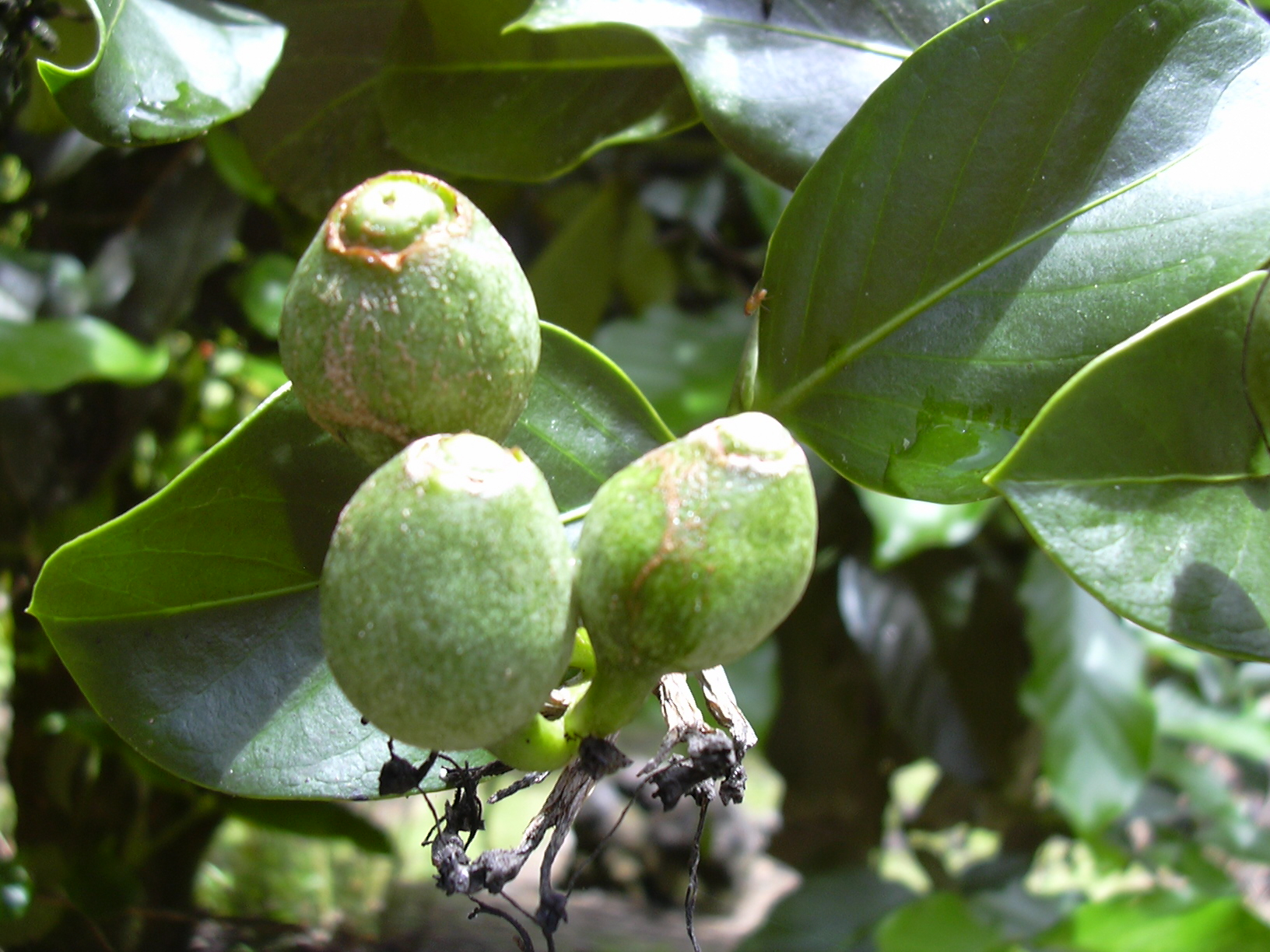
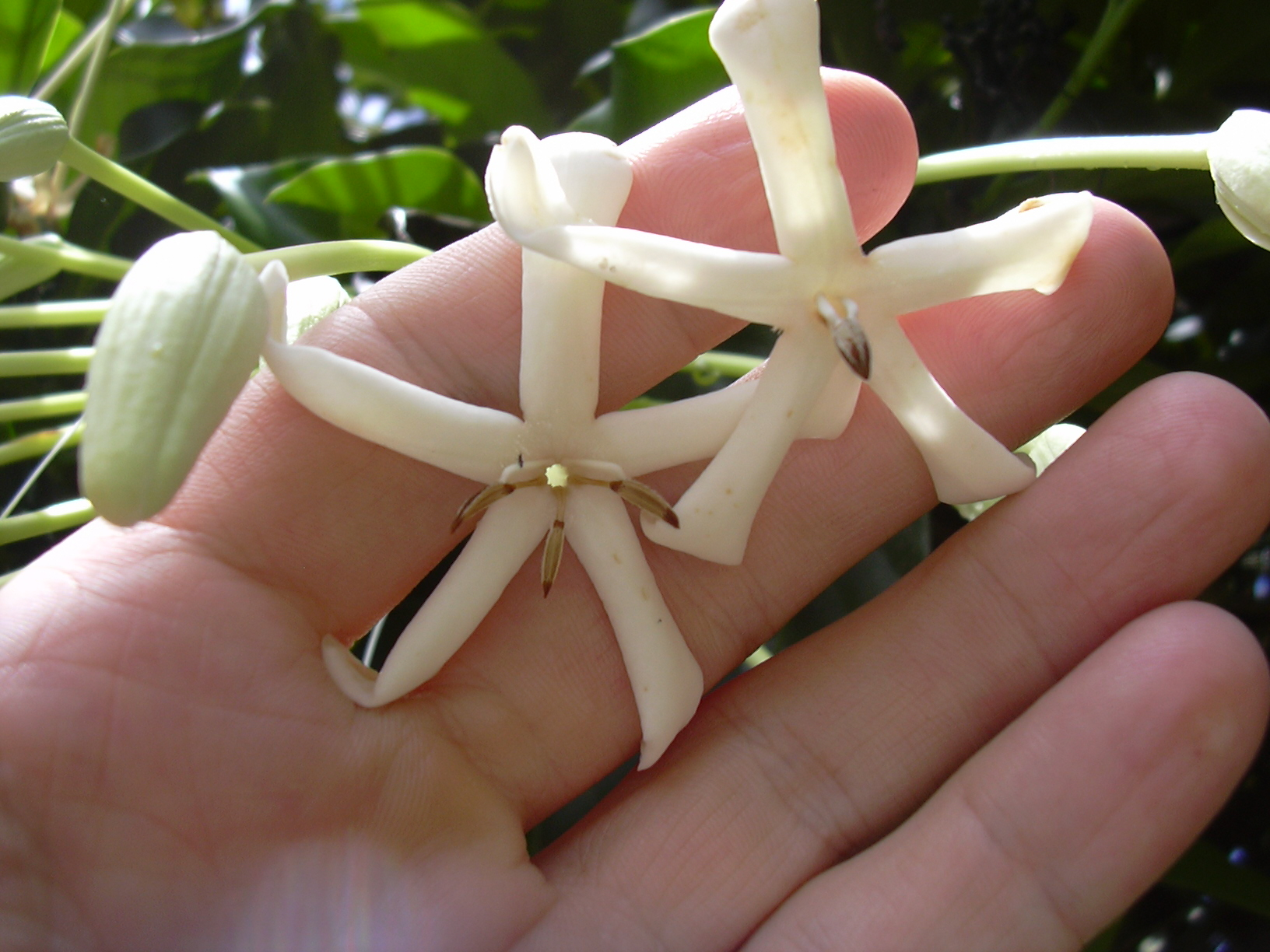